# The Mansion on Peachtree
The Mansion on Peachtree je mrakodrap v Atlantě. Má 52 podlaží a výšku 177 metrů. Výstavba probíhala v letech 2006 – 2008.